# 圣基尔达市政厅

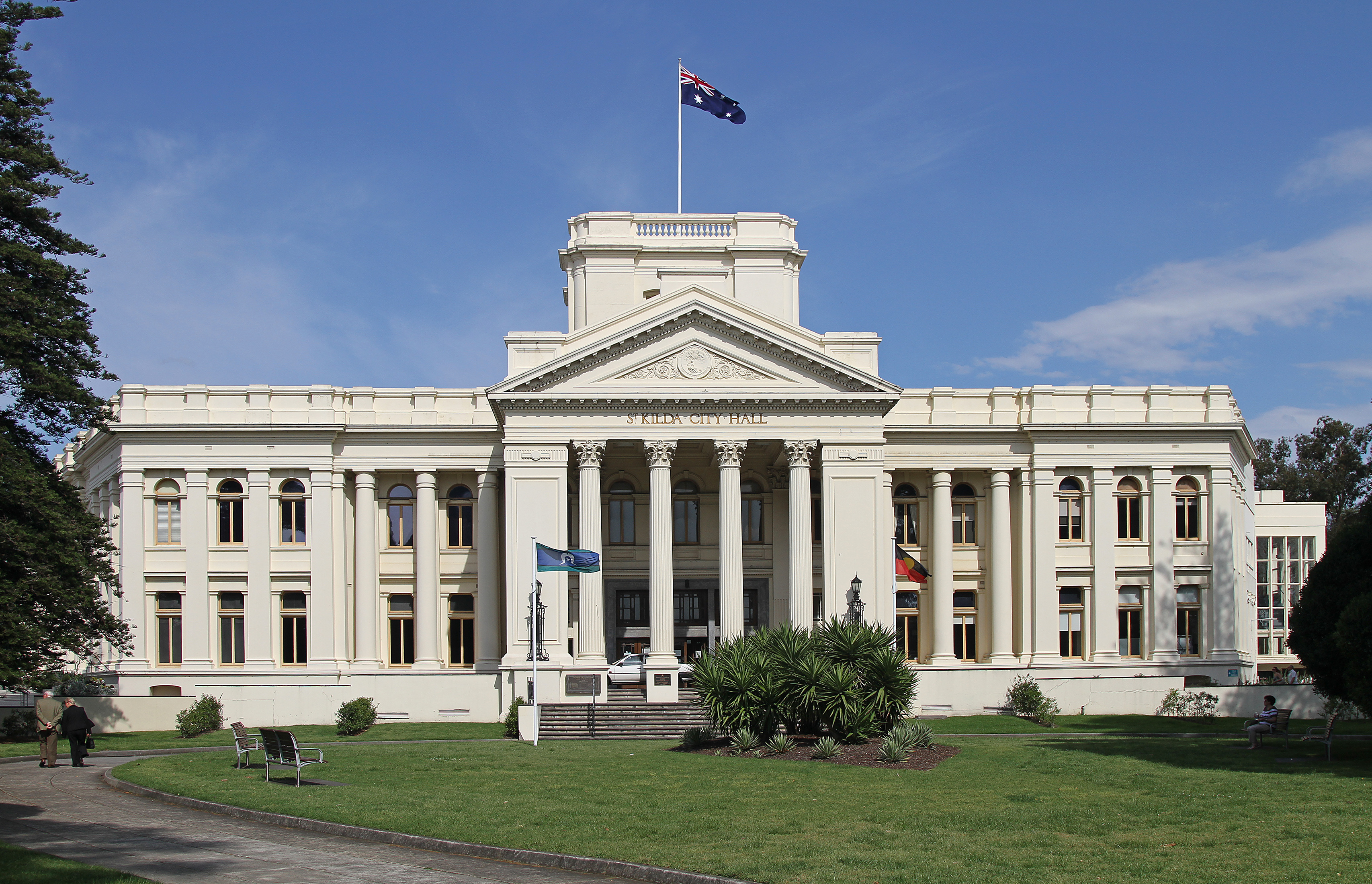

圣基尔达市政厅（英語：St Kilda Town Hall）位于澳大利亚维多利亚州圣基尔达的布莱顿路和卡莱尔街的拐角处，第二帝国风格，建于1890年。由建筑师威廉·皮特于1888年设计。作为原圣基尔达市的市政办公室和公共大厅。砖墙未经粉刷和装饰，门廊和塔楼未修建。1892年，大厅里安装了乔治·芬查姆公司的大型管风琴。1925年，建造了大型古典门廊与精心设计的内部楼梯大厅。这座建筑的砖墙一直裸露，直到1957年才粉刷成白色，没有任何修饰。20世纪早期和中期，这里作为圣基尔达市的市政和社会中心，进行了许多扩建、内部改建和外观变化。1991年4月7日的一场毁灭性大火严重影响了艺术收藏，烧毁了大厅本身，随后进行的翻新和进一步扩建，于1995年获得两项澳大利亚皇家建筑师学会奖。1994年议会合并后，这里成为较大的菲利普港市驻地，又进行了进一步的扩建和翻新。这里的大厅在许多社交活动、会议和表演中仍然很受欢迎，这一作用已经发挥了120多年。